# آستین اوزمن اسپیر
آستین اوزمن اسپیر، (۱۸۸۶-۱۹۵۶) نقاش و جادوگر انگلیسی می‌باشد.

## زندگی‌نامه
اسپیر فرزند یک پلیس اهل لندن بود. در کودکی از خود قرابت نزدیکی با هنر نقاشی نشان داد و در در دوره‌ای کوتاه در کلاسهای مدرسه هنر لامبِد شرکت کرد. در سن ۱۳ سالگی مدرسه را ترک گفت تا شاگرد یک شیشه ساز شود. در دوران نوجوانی شیفتگی وی به علوم باطنی افزایش یافت که به شدت کارهای تولیدی وی را متأثر می‌ساخت. در می۱۹۰۴ یکی از نقاشی‌های وی در نمایشگاه سالانه آکادمی سلطنتی در لندن به نمایش گذارده شد و برای هنرمند جوان طوفانی از شهرت به دنبال داشت.
اسپیر در اکتبر ۱۹۰۷ نقاشی‌هایش را در گالری بروتن در لندن به نمایش گذاشت. منتقدین کارهای وی را با «آبری بردزلی» مقایسه کردند اما نقاشی‌های وی پر از تمثالهای غریب انسانی و نمادهای جادویی بود. این عناصر به مذاق روشن فکران آوانگارد اهل لندن خوش آمد و باعث جلب نظر آلیستر کراولی شد. وی در ژوئیه ۱۹۰۹، کارآموز مسلک «ستاره نقره‌ای» (A.'.A.'.) گردید اما در کسوت یک عضو، متشرف نگردید. هر چند چهار نقاشی کوچک در نسخه منتشره «اعتدالین» برای کراولی ترسیم نمود. کراولی بعدها وی را «برادر سیاه» نامید، بدان معنا که اهداف فلسفه جادویی اسپیر را تصدیق نمی‌نماید. نام مستعار جادویی وی Yihobeaum بود.
شمایل شکنی و بی علاقگی وی به اصول و نمادگرایی جادوی آیینی و رویگردانی وی از اخلاقیات و استفاده خلاقانه اش از سیگیل پردازی، اسلوب شخصی وی را در جادو متمایز می‌کند. اسلوبی که دوستان او و کنت گرانت آن را «زوس کیا کالتوس» نامیدند. اسپیر بعدها می‌گوید اکثر آموخته‌هایش از زنی به نام «خانم پترسون»، از نوادگان ساحرین «دهکده سالم»، بوده‌است. کتاب «کانون حیات» وی شامل ترسیم‌هایی از این زن می‌باشد. وی همچنین از روح راهنمایی به نام «عقاب سیاه» نام برده‌است که اکثراً به شکل یک مرد سرخ‌پوست به نظر می‌رسد.
در ۱۹۱۷، در طول جنگ جهانی اول، اسپیر به خدمت وظیف عمومی ارتش بریتانیا خوانده شد و به عنوان سرباز بهداشت «نیروهای بهداشت ارتش سلطنتی» در بیمارستانهای لندن مشغول شد. وی هرگز به عنوان کادر ثابت به خدمت نپرداخت و در ۱۹۱۹ مأموریت یافت به عنوان «هنرمند رسمی جنگی» خدمت نماید. وی برای ثبت کارهای «نیروهای بهداشت ارتش سلطنتی» به عرصه‌های نبرد فرانسه رفت. بسیاری از کارهای وی هم‌اکنون در «موزه امپراتوری جنگ» انگلستان موجود می‌باشد.
اگر چه وی به عنوان هنرمندی با استعداد شگرف با مشتریانی خوب شناخته می‌شد، از اواسط دهه ۱۹۲۰ عمدتاً گوشه نشینی اختیار کرد و از دگرگونی‌های عرصه هنری دوران خود دوری گزید. وی کارهای منحصر به فرد خود را با قیمت‌های پایین و در نمایشگاه‌های غیررسمی که در استودیوی منزلش در حول و حوش میخانه‌های جنوب لندن برگزار می‌کرد به نمایش می‌گذاشت. اسپیر فروش آثارش را به قیمت‌های بالا خوار می‌پنداشت - گزینه‌ای که به سهولت در دسترس وی بود. وی همچنین بسیار به سرعت کار می‌کرد و نقاشیهایش را در چند دقیقه تمام می‌کرد

## فلسفه
سیستم فکری ترسیم شده در آثار اسپیر، در مقایسه با دیگر نوشته‌های هم تراز - بسیار خاص و بکر می‌باشد؛ و وی در وصف سیستم فکری خود – که از آن به کیائیسم یاد می‌شود – عمدتاً از واژگان و تعابیری استفاده می‌کند که تنها منحصر به خود آن می‌باشد. چنان‌که در «کانون حیات» می‌گوید:
«دانش من تنها ژکیدنی از اندکی لغات با لحن و معنی همواره در تغییر می‌باشد. چرا که به چیزی تن درداده‌ام که هرگز نمی‌بایست فراموش شده یا از آن سخن رود.»
در کیائیسم، من، بخشی از نفس است که مربوط به یک انسان می‌باشد و نفس، تمامی انسان‌ها را در بر می‌گیرد. در رابطه با یک انسان، من، میل را اراده می‌کند. میل با تخیل، باوری جدید می‌سازد و باور با مفهوم سازیِ مفهوم‌های جدید، به من شکل می‌دهد. این مفهوم سازی‌ها انشعابات باور هستند که برای من، شخصیت یا شخصیت‌های متعدد می‌سازند.
میل و باور برای انسان محصور در من، دوگانگی عظمی می‌باشد؛ و اراده ما بین آن دو، غیرحقیقی. اما در یگانگی آن دو که در محدوده نفس قرار می‌گیرد، اراده موجود، حقیقی است.
اسپیر عقیده دارد در محدوده من، هیچ میلی قابل ارضا نیست و هیچ باوری غیرموهومی نمی‌باشد. بدین ترتیب عقده‌ها به عنوان مکانیزم‌های مأمور تحقق اراده‌ای که در محدوده من مطرح می‌شوند تنها از نوع عقده‌های جنون هستند: شخصیت دوگانه می‌سازند؛ به انشعابات باور دامن می‌زنند و جنون می‌آفرینند.
اما عقده‌های مطرح در نفس یگانه، از نوع عقده‌های نبوغ هستند. در اعماق ناخودآگاه (که در تعابیر روانکاوانه متشابهاتی با نفس دارد) و در لایه متناسب کارکرد خود جایگاه یافته‌اند و در مسیر تحققِ مدام اراده حقیقی قرار دارند.

## الفبای مقدس
الفبای مقدس یا الفبای لذت، که ابداع اسپیر می‌باشد، اشکال ساده شده سیگیلی هستند که برای نشان دادن یک خواسته به کار می‌روند. زمینه فلسفی این الفبا در «کتاب لذت» و جنبه‌های عملی آن در «صحیفه زوئی زوس» ترسیم شده‌اند.
اولین ضابطه سیگیلی که در کارهای اسپیر مشاهده می‌شود در جلد دوم «کتاب ساتیرها» مشاهده می‌شود.

## تأثیر بر جادوی خائوس
روش خاص اسپیر در به‌کارگیری «جادوی سیگیلی» نقش مؤثری در توسعه جادوی خائوس داشته‌است. هر چند بر مبنای طبیعیت پیچیده فلسفه وی، محتمل است تأثیر آن در جنبه‌های عمیق‌تر ادامه داشته باشد. آنچنانکه پیتر کارول نقل می‌کند:
«من کتاب جمع نمی‌کنم، آنچه به درد بخور باشد را به دوستانم می‌دهم، بقیه را دور می‌ریزم. تنها استثنا آستین اسپیر است که مجموعه آثارش را نگاه می‌دارم؛ آنچنانکه احساس می‌کنم در راه فهم کامل آن همچنان راه باقی است.»

## کتابشناسی
- دوزخ زمین، ۱۹۰۵
- کتاب ساتیرها، ۱۹۰۷
- کتاب لذت (عشق نفس): روانشناسی خلسه، ۱۹۱۳
- کانون حیات: ژکیدن‌های آئوس، ۱۹۲۱
- تکفیر زوس، وعظی بر ریاکاران: نوشته‌ای بداهه، ۱۹۲۷
- مشاجره زوس
- صحیفه زوئیِ زوس، ضابطه زوس یا تاناتوس

مجموعه آثار منتشر شده پس از مرگ:
- کتاب رسم‌های بداهه [مجموعه نقاشی]، ۱۹۷۲
- مجموعه آثار آستین آوزمن اسپیر: هنر، فلسفه و جادوی وی، ۱۹۸۲
- از دوزخ تا زوس: نوشته‌ها و تصاویر، ۱۹۹۳
- آکسیوماتا و سبت ساحران، ۱۹۹۸
- دو مقاله بر پیشگویی با کارت

آثار منتشر نشده:
- عرصه آنون – پیشگویی با کارت
- کتاب خلسه زشت
- عدن نو
- اتوماتا
- کتاب عناوین
- پاره‌ها
- پاسخ به ابوالهول
- کتاب کلمه زنده زوس
- رؤیاها و ماجراهای خواب

## پیوند
نسخه فارسی مجموعه آثار آستین اوزمن اسپیر